# Auto-Tune
Auto-Tune è un software proprietario per la manipolazione dell'audio, creato dalla Antares Audio Technologies nel 1997. Permette di correggere l'intonazione vocale, ma viene spesso utilizzato anche per creare particolari effetti sonori.

## Funzionamento
L'algoritmo di funzionamento è stato creato da Andy Hildebrand, un ingegnere elettronico della Exxon ed ex musicista che aveva sviluppato algoritmi complessi interpretativi dei dati generati da un sonar per trovare depositi di petrolio. Hildebrand scoprì che i suoi metodi per interpretare i dati sismici potevano essere usati per rilevare, analizzare e modificare il tono nei file audio.  Gli ingegneri del settore musicale avevano precedentemente ritenuto poco pratico l'uso dell'autocorrezione a causa dell'enorme sforzo computazionale richiesto, ma Hildebrand trovò una semplificazione in grado di ridurre un milione di moltiplicazioni in sole quattro. Nei primi mesi del 1996 implementò l'algoritmo su un computer Macintosh personalizzato e nella seconda metà dell'anno presentò il risultato al NAMM Show, dove ottenne un successo enorme.

## Utilizzo nella musica pop
Secondo il Boston Herald, i cantanti country Faith Hill e Tim McGraw hanno dichiarato di utilizzare l'Auto-Tune per garantire una buona riuscita dei propri spettacoli. Artisti come Whitney Houston, Loretta Lynn, Allison Moorer, Trisha Yearwood, Vince Gill, Garth Brooks, Martina McBride, Mariah Carey, Patty Loveless e Orietta Berti, hanno invece espressamente negato di usare l'Auto-Tune.

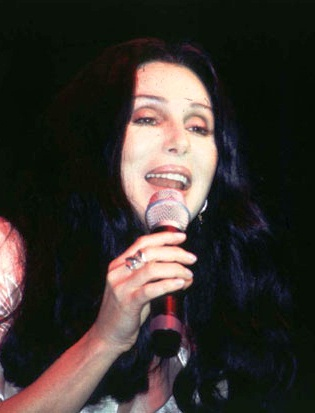
Cher negli anni '90

Nella musica pop l'Auto-Tune è stato sfruttato per creare effetti di distorsione per la prima volta nel brano Believe di Cher del 1998. In seguito al successo di Believe, negli anni successivi si è ricorso alla stessa tecnica in molti brani, fra cui La passion di Gigi D'Agostino o All for You di Janet Jackson. Da metà degli anni Duemila il cantante R&B T-Pain ha iniziato a fare largo uso dell'Auto-Tune nella sua musica, elaborando uno stile particolare, poi ripreso da numerosi altri artisti pop e R&B. Un ottimo esempio è l'album del 2008 di Kanye West 808s & Heartbreak, dove il cantante lo adopera in ogni traccia, compresi i famosi singoli Heartless e Love Lockdown. Nei tardi anni 2000 l'Auto-Tune si riscontra in diverse hit, come Whatcha Say di Jason Derulo, Forever di Chris Brown e Live Your Life di T.I. Negli anni 2010 è stato usato principalmente nelle canzoni di genere elettropop, tra i quali i successi Tik Tok e We R Who We R  di Ke$ha, Dynamite eHangover di Taio Cruz, Disturbia di Rihanna, Like a G6 dei Far East Movement, OMG di Usher, Scream & Shout di Will.i.am ft. Britney Spears,  E.T. di Katy Perry ft. Kanye West, Starships di Nicki Minaj. Negli anni 2020 è stato adoperato anche al Festival di Sanremo.

## Utilizzo nella musica rap
Secondo Pitchfork, "il primo esempio di rap con Auto-Tune" fu la canzone Too Much of Heaven pubblicata nel 1999 dalla band torinese Eiffel 65: Gabry Ponte ha detto che nella composizione del brano gli Eiffel 65 si sono ispirati a Believe di Cher, che nel 1998 rese popolare l'Auto-Tune.

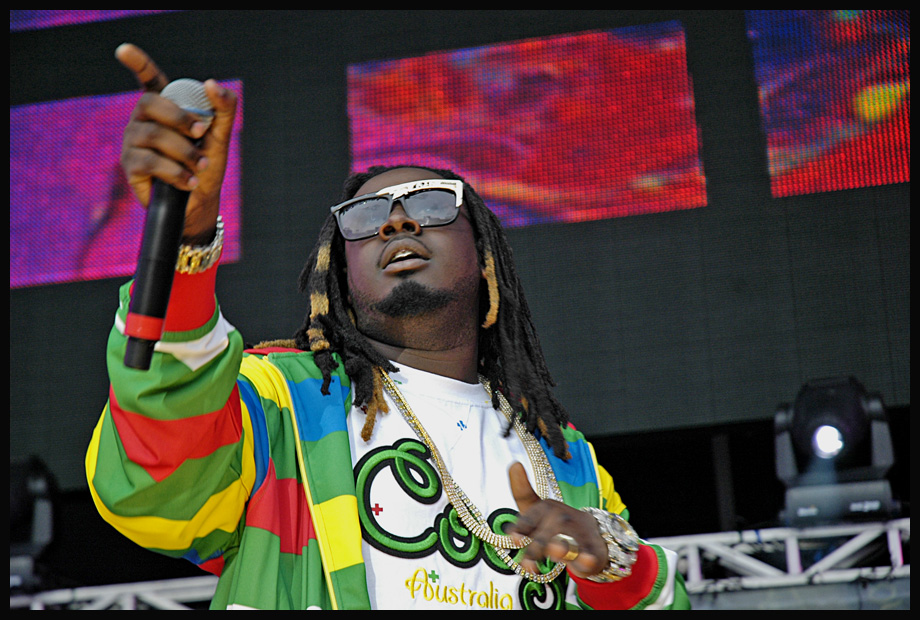
T-Pain nel 2007

Il ricorso all'Auto-Tune nella musica rap è continuato nei primi anni 2000, con il rapper T-Pain che ne ha fatto un uso massiccio. Altri esempi di questo decennio sono Lollipop e Got Money del rapper Lil Wayne e Sensual Seduction di Snoop Dogg. Ma l'esempio più significativo è quello dei The Black Eyed Peas nel loro album The E.N.D., da cui sono stati estratti due singoli tra i più venduti nel mondo, Boom Boom Pow (circa 11 milioni di vendite) e I Gotta Feeling (circa 15 milioni). Negli anni 2010 lo strumento è stato utilizzato da numerosi rapper.

## Critiche

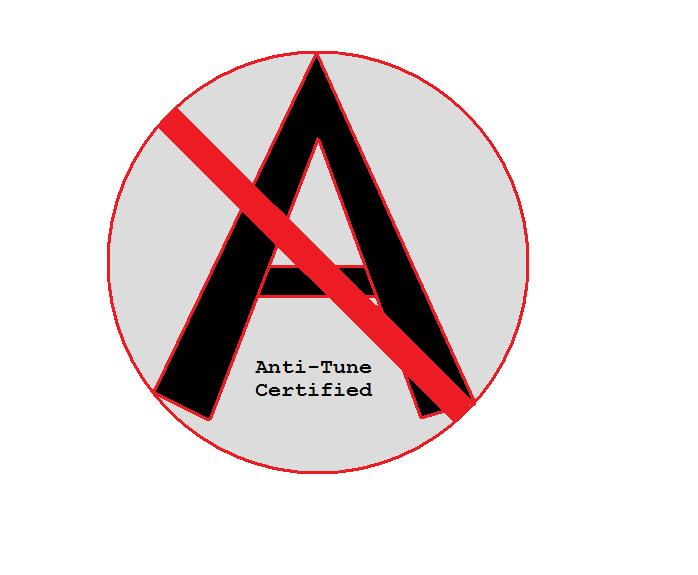
Simbolo Anti -Tune

I detrattori dell'Auto-Tune affermano che la diffusione del software ha avuto un effetto negativo sulla qualità della musica. Nel 2003 il Chicago Tribune ha riportato numerosi cantanti di diversi generi che utilizzano l'Auto-Tune per correggere problemi di intonazione. Contro l'Auto-Tune si sono schierati alcuni artisti, fra cui Jay-Z, che ha pubblicato un singolo intitolato D.O.A. (Death of Auto-Tune), in cui denuncia l'abuso che si fa del software, e Christina Aguilera, che il 10 agosto 2009 è apparsa in pubblico a Los Angeles indossando una maglietta con la scritta "Auto Tune is for Pussies", sebbene in un'intervista successiva abbia assunto una posizione più moderata, dichiarando che l'Auto-Tune "non è male" se sfruttato in modo creativo.
Durante il Festival di Sanremo 2021 Orietta Berti, riferendosi a chi usa di tale tecnologia, ha detto: "Se uno non sa cantare vada a casa".